# Cybosia eborea
Cybosia eborea là một loài bướm đêm thuộc phân họ Arctiinae, họ Erebidae.